# Metriochroa scotinopa
Metriochroa scotinopa är en fjärilsart som beskrevs av Lajos Vári 1963. Metriochroa scotinopa ingår i släktet Metriochroa och familjen styltmalar.
Artens utbredningsområde är Etiopien. Inga underarter finns listade i Catalogue of Life.